# Nguyễn Thước
Nguyễn Thước (sinh ngày 27 tháng 7 năm 1953) là một đạo diễn phim tài liệu Việt Nam nổi tiếng, được phong tặng danh hiệu Nghệ sĩ ưu tú vào năm 2001 và Nghệ sĩ nhân dân vào năm 2012. Năm 2022, ông được nhà nước Việt Nam trao tặng Giải thưởng Nhà nước cho 3 bộ phim Đất lạnh, Cỏ xanh im lặng và Không chỉ là thương hiệu.

## Cuộc đời
Nguyễn Thước sinh ngày 27 tháng 7 năm 1953 tại Hà Nội. Năm 1982, ông tốt nghiệp khóa quay phim của Trường Đại học Sân khấu - Điện ảnh Hà Nội. Trong những năm theo học tại trường, ông thường xuyên theo học tập các đạo diễn làm phim truyện. Tuy nhiên đến khi ra trường, ông lại chọn về làm việc tại Hãng phim Tài liệu và Khoa học Trung ương.
Trong khi nhiều bạn cùng trang lứa đã dần dần có danh tiếng thì Nguyễn Thước vẫn chưa có thành tích nổi bật. Cho đến năm 1993, ông giành giải Quay phim xuất sắc tại Liên hoan phim Việt Nam nhờ bộ phim tài liệu Dòng sông ánh sáng thực hiện cùng đạo diễn Lê Mạnh Thích. Cũng trong thời gian đó, Nguyễn Thước tham gia khóa học nâng cao dành cho các nhà làm phim trẻ do Chính phủ Pháp tài trợ và được đạo diễn người Mỹ Robert Kramer trực tiếp giảng dạy. Sau đó, ông đã được Robert Kramer chọn phụ quay cho bộ phim Điểm xuất phát (tiếng Pháp: Point de départ). Năm 1999, ông tốt nghiệp khóa đạo diễn tại Trường Đại học Sân khấu - Điện ảnh Hà Nội.
Năm 2011, Nguyễn Thước từng nộp hồ sơ xét tặng Giải thưởng Nhà nước cho 3 tác phẩm Sự nhọc nhằn của cát, Những công dân @ và Chất xám. Tuy nhiên hồ sơ lần này đã nhận phải sự không đồng tình từ một số đồng tác giả của các tác phẩm này, trong đó có hai nhà biên kịch Phan Thanh Tú và Phan Huyền Thư. Hai nhà biên kịch cho rằng Nguyễn Thước nộp hồ sơ xin xét tặng giải thưởng với tư cách "tác giả" của những bộ phim này là không hợp lý khi chỉ nhà biên kịch và tác giả lời bình mới được xem là "tác giả sáng tác của lĩnh vực văn học nghệ thuật" cho các bộ phim và đã gửi thư kiến nghị lên Bộ Văn hóa, Thể thao và Du lịch. Tuy nhiên, đạo diễn Nguyễn Thước đã phản đối ý kiến này, bởi đã có sự thay đổi trong quy định xét tặng giải thưởng kể từ năm 2005 khi đạo diễn các bộ phim cũng được xét giải thưởng với tư cách đồng tác giả một cách độc lập với các biên kịch. Nhà biên kịch Nguyễn Thị Hồng Ngát cũng đưa ra ý kiến tương tự. Thứ trưởng Bộ Văn hóa là Lê Khánh Hải đã khẳng định đạo diễn Nguyễn Thước có quyền nộp hồ sơ xét tặng giải thưởng với tư cách đạo diễn; tuy nhiên vì không có sự đồng thuận của các tác giả khác mà Nguyễn Thước không có tên trong danh sách xét duyệt hồ sơ lần này.
Năm 2022, ông chính thức được nhận Giải thưởng Nhà nước về Văn học Nghệ thuật cho 3 bộ phim tài liệu bao gồm Đất lạnh, Cỏ xanh im lặng và Không chỉ là thương hiệu. Đồng thời trong đợt trao thưởng này, anh trai ông là nhà văn Nguyễn Văn Thọ cũng nhận được giải thưởng này.

## Tác phẩm

### Quay phim
| Năm  | Phim                             | Đạo diễn           | Ghi chú                                                               | Nguồn  |
| ---- | -------------------------------- | ------------------ | --------------------------------------------------------------------- | ------ |
| 1990 | Dòng sông ánh sáng               | NSND Lê Mạnh Thích |                                                                       | [ 12 ] |
| 1993 | Hà Nội có cầu Long Biên          |                    |                                                                       | [ 13 ] |
| 1995 | Chìm nổi sông hương              | NSND Lê Mạnh Thích |                                                                       | [ 14 ] |
| 1996 | Cuộc hội ngộ sau 30 năm          | NSND Lê Mạnh Thích |                                                                       | [ 15 ] |
| 1998 | Trở lại Ngư Thủy                 | NSND Lê Mạnh Thích | Phim tài liệu hay nhất tại Liên hoan phim châu Á-Thái Bình Dương 1998 | [ 16 ] |
| 1998 | Xẩm                              | Bùi Thạc Chuyên    | Phim tài liệu video                                                   | [ 17 ] |
| 2001 | Chốn quê                         | Nguyễn Sỹ Chung    | Phim tài liệu hay nhất tại Liên hoan phim châu Á-Thái Bình Dương 2001 | [ 18 ] |
| 2009 | Hồ Chí Minh – nhìn từ thế kỷ XXI | Nguyễn Anh Tuấn    |                                                                       | [ 19 ] |

### Đạo diễn
| Năm  | Phim                                   | Biên kịch         | Ghi chú                                                        | Nguồn                |
| ---- | -------------------------------------- | ----------------- | -------------------------------------------------------------- | -------------------- |
| 2001 | Niềm tin thế kỷ                        |                   | Phim chào mừng Đại hội Đảng lần thứ 9                          | [ 20 ]               |
| 2002 | Sự nhọc nhằn của cát                   | Phan Thanh Tú     |                                                                |                      |
| 2003 | Những công dân @                       | Phan Huyền Thư    |                                                                |                      |
| 2004 | Lúc sương tan                          |                   |                                                                | [ 21 ]               |
| 2004 | Những người cùng thế hệ                | Dương Trung Quốc  |                                                                | [ 22 ] [ 23 ] [ 24 ] |
| 2005 | 60 năm Thanh tra Việt Nam              | Trí Phổ           |                                                                | [ 25 ]               |
| 2005 | Ngày cuối cùng của chiến tranh         | Đào Thanh Tùng    |                                                                | [ 26 ] [ 27 ] [ 28 ] |
| 2006 | Không chỉ là thương hiệu               | Thái Hòa          |                                                                | [ 29 ]               |
| 2007 | Chất xám                               |                   |                                                                | [ 30 ]               |
| 2008 | Đất lạnh                               |                   |                                                                | [ 31 ]               |
| 2008 | Lưu Quang Vũ – Xuân Quỳnh gửi lại      | Đào Trọng Khánh   | Về Lưu Quang Vũ và Xuân Quỳnh, còn có tên Ngọn lửa trong gương | [ 32 ] [ 33 ] [ 34 ] |
| 2011 | Từ Thác Bà tới Sơn La                  |                   |                                                                | [ 35 ]               |
| 2011 | Nếu chỉ còn một ngày được sống         |                   |                                                                | [ 36 ]               |
| 2013 | Bản đồ tư duy – một hành trình kết nối | Phạm Hoài Thương  |                                                                | [ 37 ]               |
| 2014 | Cỏ xanh im lặng                        | Lê Thị Thiện Đoan |                                                                | [ 38 ] [ 39 ]        |
| 2024 | Dòng sông ký ức                        | Đặng Thị Linh     | phim về NSND Trà Giang                                         | [ 40 ] [ 41 ] [ 42 ] |

## Thành tựu

### Danh hiệu
- Nghệ sĩ ưu tú (2001).
- Nghệ sĩ nhân dân (2012).

### Giải thưởng và đề cử
| Năm               | Lễ trao giải                           | Hạng mục               | Tác phẩm                       | Kết quả           | Nguồn                |
| Vai trò quay phim | Vai trò quay phim                      | Vai trò quay phim      | Vai trò quay phim              | Vai trò quay phim | Vai trò quay phim    |
| ----------------- | -------------------------------------- | ---------------------- | ------------------------------ | ----------------- | -------------------- |
| 1993              | Liên hoan phim Việt Nam lần thứ 10     | Quay phim xuất sắc     | Dòng sông ánh sáng             | Đoạt giải         |                      |
| 1996              | Liên hoan phim Việt Nam lần thứ 11     | Quay phim xuất sắc     | Chìm nổi sông hương            | Đoạt giải         | [ 43 ]               |
| 1996              | Giải thưởng Hội Điện ảnh Việt Nam 1995 | Phim video             | Cuộc hội ngộ sau 30 năm        | Giải A            | [ 44 ]               |
| 1999              | Liên hoan phim Việt Nam lần thứ 12     | Quay phim xuất sắc     | Trở lại Ngư Thủy, Concert, Xẩm | Đoạt giải         |                      |
| Vai trò đạo diễn  |                                        |                        |                                |                   |                      |
| 2002              | Giải thưởng Hội Điện ảnh Việt Nam 2001 | Phim video             | Niềm tin thế kỷ                | Giải B            | [ 45 ] [ 46 ]        |
| 2003              | Giải Cánh diều 2002                    | Phim tài liệu xuất sắc | Sự nhọc nhằn của cát           | Cánh diều bạc     |                      |
| 2004              | Liên hoan phim Việt Nam lần thứ 14     | Phim tài liệu xuất sắc | Sự nhọc nhằn của cát           | Bông sen bạc      | [ 47 ]               |
| 2004              | Liên hoan phim Việt Nam lần thứ 14     | Phim tài liệu xuất sắc | Những công dân @               | Đề cử             | [ 48 ]               |
| 2004              | Giải Cánh diều 2003                    | Phim tài liệu xuất sắc | Những công dân @               | Cánh diều bạc     |                      |
| 2006              | Giải Cánh diều 2005                    | Phim tài liệu xuất sắc | Ngày cuối cùng của chiến tranh | Đề cử             | [ 49 ]               |
| 2007              | Liên hoan phim Việt Nam lần thứ 15     | Phim tài liệu xuất sắc | Không chỉ là thương hiệu       | Bằng khen         |                      |
| 2007              | Giải Cánh diều 2006                    | Phim tài liệu xuất sắc | Không chỉ là thương hiệu       | Cánh diều bạc     | [ 50 ] [ 51 ]        |
| 2008              | Giải Cánh diều 2007                    | Phim tài liệu xuất sắc | Chất xám                       | Cánh diều vàng    | [ 52 ] [ 53 ] [ 54 ] |
| 2009              | Liên hoan phim Việt Nam lần thứ 16     | Phim tài liệu xuất sắc | Đất lạnh                       | Bông sen vàng     | [ 55 ]               |
| 2009              | Giải Cánh diều 2008                    | Phim tài liệu xuất sắc | Đất lạnh                       | Cánh diều bạc     | [ 56 ]               |
| 2009              | Giải Báo chí quốc gia năm 2008         | Phim tài liệu xuất sắc | Đất lạnh                       | Giải khuyến khích | [ 57 ] [ 58 ]        |
| 2010              | Giải Báo chí quốc gia năm 2009         | Phim tài liệu xuất sắc | Ông Mười Khôi                  | Giải C            | [ 59 ]               |
| 2015              | Liên hoan phim Việt Nam lần thứ 19     | Phim tài liệu xuất sắc | Cỏ xanh im lặng                | Bông sen bạc      |                      |